# Вольсини
Вольси́ни (итал. Monti Volsini) или Вульси́ни (Vulsini) — горная гряда в Италии, в области Лацио, часть Антиапеннин.

## Описание
Горная гряда в Италии, в северной части области Лацио, окружающая озеро Больсена, от которого и получила своё название. Бо́льшая её часть находится на территории провинции Витербо, меньшая — в провинциях Терни и Гроссето. Состоит из сильно разрушенных вулканических пород четвертичного периода — вулканическая активность в этом районе началась около 800 000 лет назад и завершилась около 150 000 лет назад. Средняя часть представляет собой бывший кратер — глубокую впадину, в наше время занятое озером Больсена, к западу от которого располагается ещё одно озеро меньшего размера — Меццано, также занимающее один из бывших вулканических кратеров. Высочайшая вершина — Подджо-дель-Торроне (690 метров над уровнем моря). Склоны гор занимают пастбища, но там также распространено возделывание винограда.